# Central Delhi (distrikt)
Central Delhi er et distrikt i det indiske nationale hovedstadsterritorium Delhi. 

## Demografi
Ved folketællingen i 2011 var der 578,671 indbyggere i distriktet, mod 646,385 i 2001. Den urbane befolkningen udgør 100,00 % af befolkningen.
Børn i alderen 0 til 6 år udgjorde 10,44 % ved folketællingen i 2011 mod 12,45 % i 2001. Antallet af piger i den alder per tusinde drenge er 902 i 2011 mod 903 i 2001.